# Batié (Burkina Faso)
Batié – miasto w południowo-zachodniej części Burkina Faso. Jest stolicą prowincji Noumbiel. Położone jest około 320 km na południowy zachód od stolicy kraju, Wagadugu. W spisie ludności z 9 grudnia 2006 roku liczyło 10 105 mieszkańców.